# Sch (Trigraph)
Die Buchstabenkombination ‹sch› ist im Deutschen ein Trigraph, der für einen stimmlosen postalveolaren Spiranten (auch Reibelaut, Frikativ oder Zischlaut genannt) benutzt wird, der in der Phonetik mit [⁠ʃ⁠] wiedergegeben wird.
Der Trigraph hat seinen Ursprung in einem Lautwandel, der sich zum Beginn des Mittelhochdeutschen vollzog. Althochdeutsch schrieb und sprach man noch ‹sc› [sk], zwei Laute, die sich später zusammengezogen haben. Beispiel: ahd. scouuôn, mhd. schouwen, heute schauen; ahd. scrîban, mhd. schrîben, heute schreiben. Unklar ist, wann sich diese Kombination zum heutigen Laut [⁠ʃ⁠] entwickelt hat, denn man geht davon aus, dass sie ursprünglich eher [sx] ausgesprochen wurde; diese Aussprache ist im Westfälischen noch vorhanden. (Der Laut [⁠x⁠] stellt die Aussprache des ‹ch› wie in Sache dar; so erklärt man auch die Kombination sch.)

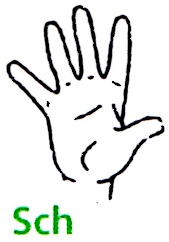
Buchstabe Sch im Fingeralphabet

Das Fingeralphabet für Gehörlose bzw. Schwerhörige stellt die Buchstabenkombination Sch dar, indem die flache Hand vom Körper weg zeigt und alle Finger gespreizt sind.
Sicher ist, dass der Wandel zum Beginn des Frühneuhochdeutschen bereits abgeschlossen war und ‹sch› benutzt wurde, um einen einzigen Laut anzuzeigen. Das lässt sich daran ermitteln, dass hier ein weiterer Lautwandel eingetreten ist: Das Phonem /s/ wurde fortan an einigen Stellen als [⁠ʃ⁠] realisiert und das inzwischen als Trigraph aufgefasste ‹sch› benutzt, um diese Aussprache anzuzeigen. Beispiel: mhd. slinge, heute Schlinge; mhd. ars, heute Arsch. Einzig im Anlaut bei ‹st› und ‹sp› wurde die alte Schreibweise beibehalten (Stein, Spinne), was die Aussprache im hannoverschen Raum widerspiegelt, die sich aber mittlerweile weitestgehend verloren hat. In norddeutschen Dialekten wird ‹sch› an diesen Stellen immer noch als [⁠s⁠] gesprochen, in süddeutschen dagegen /s/ auch an anderen Stellen als [⁠ʃ⁠] (Wurst [vʊʁʃt]).

## Englisch
Im Mittelenglischen wurde der Trigraph bis zum Ende des 15. Jahrhunderts in gleicher Funktion benutzt, danach aber zunehmend durch die vereinfachte Form ‹sh› ersetzt, im Schottischen hielt er sich noch bis ins 17. Jahrhundert. Heute kommt der Trigraph ‹sch› dort mit gleicher Aussprache nur noch in der britischen Aussprache des Wortes schedule („Zeitplan, Tabelle“) sowie in deutschen Lehnwörtern wie schnapps und Eigennamen deutscher Herkunft (z. B. Schaumburg (in Illinois)) vor. Im Übrigen wird ‹sch› aber meist als [sk] ausgesprochen, etwa in school („Schule“) oder auch in der amerikanischen Aussprache von schedule. 
Zusätzlich zu schedule gibt es noch eine weitere Ausnahme, so kann der Trigraph in schism („Schisma“) alternativ zu [sk] auch nur als stimmloses s ([⁠s⁠]) gesprochen werden.
In Wörtern, wo ein ‹s› am Silbenende und ein Digraph ‹ch› am Anfang der Folgesilbe zusammentreffen (-s + ch-), ist die Aussprache entweder [s'k], wie z. B. in eschew („meiden“), oder [s'ʧ], wie in discharge. Hier steht ‹sch› also nicht für einen Laut oder eine Lautkombination, sondern das Graphem ‹s› wird unverändert als [⁠s⁠] artikuliert, der folgende Digraph ‹ch› wird ebenfalls wie sonst üblich in einer seiner beiden Standardaussprachen ausgesprochen.

## [ʃ] in anderen Sprachen
Auch im Ungarischen wurde für den Laut [⁠ʃ⁠] anfangs nach deutschem Vorbild ‹sch› benutzt, heute nur noch einfaches ‹s›. Sch-Schreibungen sind im Ungarischen nur noch in Eigennamen bewahrt. Dafür wird der [⁠s⁠]-Laut als ‹sz› geschrieben, etwa in Szeged.
Vor allem westeuropäische Sprachen stellen den Laut [⁠ʃ⁠], der im Lateinischen unbekannt war und für den es daher im römischen 22-Buchstaben-Alphabet kein eigenes Zeichen gibt, als Di- oder Trigraph dar, etwa das Englische als ‹sh›, das Schwedische und Norwegische als ‹sk› (am Stammanfang vor hellen Vokalen), das Italienische als ‹sc› (vor /e/ und /i/), das Französische als ‹ch›, das Niederländische als ‹sj›. Das Polnische stellt den stimmlosen retroflexen Frikativ als ‹sz› dar. Historisch handelt es sich ursprünglich nicht um eine Schreibung für den postalveolaren Zischlaut, sondern um einen Aussprachewandel: Ältere Aussprache war im Deutschen, Italienischen und den nordgermanischen Sprachen aspiriertes oder nichtaspiriertes [sk] oder [ʃk], das in den genannten Sprachen, teils nur vor bestimmten anderen Lauten, unter Verlust des [⁠k⁠] zu [⁠ʃ⁠] wurde. In Lateinschriften mancher Sprachen wird [⁠ʃ⁠] durch ein ‹s› mit diakritischem Zeichen wiedergegeben, etwa ‹š›, ‹ş› und ‹ș›; andere Schriften verwenden verschiedene Digraphen oder auch Einzelbuchstaben, etwa das ‹x›. Im kyrillischen Alphabet existiert für den Laut mit dem ‹Ш› ebenso ein eigener Buchstabe wie im hebräischen Alphabet mit dem ‹ש› und dem arabischen Alphabet mit dem ش.
Vom Trigraphen ‹sch› für den Laut [⁠ʃ⁠] zu unterscheiden ist die Buchstabenkombination sch, die bei zusammengesetzten oder flektierten Wörtern durch das zufällige Aufeinandertreffen von auslautendem -s und anlautendem -ch vorkommt, z. B. in den Wörtern Dornröschen (= Dornrös-chen), bisschen (= biss-chen), Krebschemotherapie (= Krebs-Chemotherapie) – oder im Englischen die obengenannten discharge (= Vorsilbe dis- und Verb charge) und eschew (= nicht mehr produktive Vorsilbe es- und Verb chew) mit der Aussprache [stʃ], oder in school mit der Aussprache [sk]. Das Gleiche gilt für die Italienische und Niederländische Sprache, wo sch auch nur durch das Aufeinandertreffen von s und ch entsteht und daher im Italienischen [⁠sk⁠] bzw. im Niederländischen [⁠sx⁠] ausgesprochen wird.

## Sonstiges
Der Trigraph ‹sch› ist nicht als selbstständiges Zeichen in Unicode codiert. Im Fraktursatz wird der Trigraph ‹sch› mit dem langen s (ſ) und der ch-Ligatur gesetzt. Beim Sperrsatz wird daher nach dem ſ, aber nicht nach dem c gesperrt. Kommen die drei Buchstaben durch Wortkomposition zusammen, wird dagegen das Schluss-s gesetzt, so dass eine Verwechslung mit dem Trigraphen ausgeschlossen ist.